# Cink-ugljik baterija
Cink-ugljikove baterije su primarne baterije.
Razvijene su od mokrog Leclanchéovog članka.
Ova vrsta primarnih baterija ima za pozitivnu elektrodu ugljeni štapić koji je po sastavu ugljika i mangan-dioksida, a negativna elektroda je posuda od cinka. Elektrolit je smjesa cink-klorida i amonij-klorida natopljenog u vodi.
Tehnološki napredniji oblik cink-ugljikovih baterija su cink-klorid baterije, čiji je elektrolit cinkov klorid ili amonijev klorid. U usporedbi s alkalnim baterijama, manje su energijske gustoće i kraćeg roka trajanja od tih baterija iste voltaže.
Primjenjuje ih se u kućanstvima za uređaje koji ne troše mnogo energije, poput daljinskih upravljača i radio-uređaje sa satom. Izrađuje se i suhe baterije koje su prikladno za trajni rad. Primjenjuje ih se za rasvjetu na kampiranju, poljoprivredi, ribolovu, graditeljstvu pa ih se ugrađuje u stalnim ili treperavim svjetiljkama, ili u alarmnim uređajima.

## Vanjske poveznice
- SUPEUS stručni seminari – Spremanje energije Autor: Krešimir Trontl, FER, 11. prosinac 2012